# Бликс, Ханс
Ханс Мартин Бликс (швед. Hans Martin Blix; родился 28 июня 1928 года, Уппсала, Швеция) — шведский политик и дипломат. Был министром иностранных дел Швеции (1978—1979), генеральным директором МАГАТЭ (1981—1997) и главой ЮНМОВИК (2000—2003).

## Биография
Ханс Бликс учился в Университете Уппсалы и Колумбийском университете. Докторскую степень защитил в Кембриджском университете (колледж Тринити-Холл). В 1959 году он стал доктором юридических наук в Стокгольмском университете, где через год был назначен доцентом международного права.
С 1962 по 1978 год Бликс входил в состав шведской делегации на Конференции по разоружению в Женеве. Он также занимал ряд других должностей в шведской администрации с 1963 по 1976 год, а с 1961 по 1981 год входил в состав шведской делегации в Организации Объединённых Наций. С 1978 по 1979 год Бликс был министром иностранных дел Швеции.
Бликс возглавлял кампанию Шведский либеральной партии на референдуме 1980 года о ядерной энергетике, в пользу сохранения шведской программы ядерной энергетики.
В 1981 году Бликс стал генеральным директором Международного агентства по атомной энергии (МАГАТЭ), сменив шведа Сигварда Эклунда. В 1986 году посетил Чернобыльскую АЭС после взрыва реактора 4-го энергоблока, в эти же дни дал обширную пресс-конференцию в Москве, которая была посвящена вопросам ликвидации последствий аварии.
В январе 2000 года назначен, а 1 марта стал главой Комиссии ООН по наблюдению, контролю и инспекциям (ЮНМОВИК), занимавшейся контролем за вооружениями в Ираке. Не найдя оружия массового поражения в Ираке, Бликс ушёл в отставку в июне 2003 года.
С 2003 по 2006 год возглавлял так называемую Комиссию Бликса (англ. «Weapons of Mass Destruction Commission»), состоявшую из 14 известных политиков. Она была создана по инициативе Анны Линд и финансировалась шведским правительством. Окончательный доклад комиссии представлен ООН 2 июня 2006 года. В нём Ханс Бликс критикует Буша за действия в нарушение Устава ООН при нападении на Ирак.

## Награды и премии
- Медаль Серафимов (2004)
- Золотая медаль Его Величества Короля 12-го размера на ленте цветов ордена Серафимов (sGM12mserafb)
- Почётный доктор Московского университета (1987)
- Лауреат премии Генри Де Вольфа Смита (1988)
- Золотая медаль за выдающиеся заслуги в ядерной области Всемирной ядерной ассоциации (1997)
- Большой золотой почётный знак на ленте «За заслуги перед Австрийской Республикой» (Австрия, 1997)[6]
- Почётный доктор Брюссельского свободного университета (2003)
- Премия Улофа Пальме (2003)
- Командор Ордена Почётного легиона (Франция, 2004)
- Почётный доктор Падуанского университета (2004)
- Сиднейская премия мира (2007)
- Почётный доктор Кембриджского университета (2007)
- Кавалер Большого креста ордена «За заслуги перед Итальянской Республикой» (Италия, 7 мая 2007 года)[7]
- Орден князя Ярослава Мудрого III степени (Украина, 26 апреля 2011 года)[8] — за значительный личный вклад в преодоление последствий Чернобыльской катастрофы, реализацию международных гуманитарных программ, многолетнюю плодотворную общественную деятельность